# 3243 Скайтел
3243 Скайтел (3243 Skytel) — астероїд головного поясу, відкритий 19 лютого 1980 року.
Тіссеранів параметр щодо Юпітера — 3,213.